# Zuivelfabriek (Oosterzee)
De Zuivelfabriek in Oosterzee werd in 1891 opgericht in Oosterzee (Gietersebrug) en heeft ruim honderd jaar onder verschillende bedrijfsnamen in deze Friese plaats gefunctioneerd.

## Geschiedenis
De zuivelfabriek in het Friese Oosterzee werd in 1891 opgericht als Particuliere Stoomzuivelfabriek Lemsterland. Het bedrijf ging daadwerkelijk van start in 1892. In 1903 werd het bedrijf omgezet in de Coöperatieve Stoomzuivelfabriek Lemsterland. Onder deze naam zou het bedrijf ruim vijftig jaar functioneren. In 1953 was de Coöperatieve Stoomzuivelfabriek Lemsterland een van de stichters van de Coöperatieve Zuivelindustrie NOVAC (= Nieuw en Oud Voor Agrarische Concentratie). Vijf jaar later, in 1958, werd de oude coöperatie formeel ontbonden. In de fabriek in Oosterzee werden zowel kaas als boter geproduceerd. Door een fusie van acht coöperatieve verenigingen werd de fabriek in 1983 onderdeel van de Coöperatieve Melkproductenbedrijven “Noord-Nederland” B.A. In 1990 vond er nog een fusie plaats en werd de fabriek opgenomen in Friesland Frico Domo B.A.
Vanwege de marktomstandigheden zag het concern zich genoodzaakt om de productie van zuivelproducten terug te brengen. In 1992 werd besloten om de fabriek in Oosterzee in 1993 te sluiten. Een staking van het personeel heeft de uitvoering van dit besluit niet kunnen verhinderen. Na honderd jaar in Oosterzee te hebben gefunctioneerd werd de fabriek gesloten. In 1999 werd begonnen met de afbraak van de gebouwen. Door acties vanuit de plaatselijke bevolking en de belangstelling van onder andere de KPN kon de markante schoorsteen behouden blijven.
Het had nog veel voeten in aarde voordat de sloop van het complex geheel was voltooid; daarna heeft het terrein nog enige jaren braak gelegen. Ook daartegen kwamen de omwonenden regelmatig in het geweer. In 2006 werd begonnen met nieuwbouw op het voormalige fabrieksterrein; er werden woningen, een appartementencomplex en een supermarkt gerealiseerd. Ook werd de Gieterse Vaart verlengd naar het Tjeukemeer. De oude fabrieksschoorsteen bleef gehandhaafd als tastbaar teken van de geschiedenis van de zuivelindustrie in Oosterzee. KPN had de pijp op het vroegere fabrieksterrein ooit aangekocht voor haar mobiele netwerk. Toen de provider een nieuwe antenne langs de A6 plaatste, werd de bouwvallige schoorsteen overbodig. De 
sloopvergunning voor dit gemeentelijk monument werd geweigerd door de gemeente De Friese Meren. Na een lange impasse nam de gemeente uiteindelijk de regie op zich. Door bijdragen van KPN, de provincie, de gemeente en fondsen is de in 2018 uitgevoerde renovatie betaald.